# Collège Saint-Bernard
Pour les articles homonymes, voir Saint-Bernard.
 (octobre 2014).
Si vous disposez d'ouvrages ou d'articles de référence ou si vous connaissez des sites web de qualité traitant du thème abordé ici, merci de compléter l'article en donnant les références utiles à sa vérifiabilité et en les liant à la section « Notes et références ».
Le Collège Saint-Bernard est un établissement d’enseignement privé de niveau préscolaire, primaire et secondaire situé à Drummondville au Québec (Canada). Fondé en 1962 par la Congrégation des Frères de la Charité, le Collège Saint-Bernard fit l’objet d’une relève institutionnelle laïc en 1998.  
Précurseur en éducation au Centre-du-Québec, le Collège est primé pour ses nombreuses formations de qualité et l’encadrement chaleureux prodigué aux élèves[réf. nécessaire]. 
Au fil des années, plusieurs projets immobiliers ont vu le jour. Construction de l’ordre primaire en 2001, agrandissement du secondaire et construction de nouvelles résidences pour garçons au secondaire en 2007, mise en place d’un terrain synthétique en 2009 et inauguration d’une résidence pour filles au secondaire en 2010 sont les principaux éléments qui complètent l’aménagement actuel.
En 2013, le Collège accueille plus de 1 450 élèves, filles et garçons, de 5 à 17 ans, du préscolaire à la 5e secondaire, dont quelque 150 élèves résidentes et résidents répartis dans ses résidences scolaires distinctes pour filles et pour garçons, auxquels s’ajoutent 170 employés entièrement dédiés à la réussite pédagogique et personnelle des élèves.
La clientèle du Collège Saint-Bernard provient à 80 % de la grande région de Drummondville, mais aussi, et ce sur une base quotidienne via le transport scolaire, de Richmond, Nicolet, Sorel, Saint-Hyacinthe, Acton Vale et Victoriaville. Sans oublier la dizaine d’étudiants qui viennent de l’étranger notamment de l’Europe, du Mexique et de la Colombie.

## Histoire
L'institution fut fondée en 1962 par les Frères de la Charité. D'abord juvénat, elle devint en 1962 un collège pour jeunes garçons, puis la mixité fut admise en 1964. En 1999, l'école devint laïque, n'appartenant plus à sa congrégation religieuse fondatrice.

## Études
En plus du profil régulier d'études, le Collège offre un diplôme d'études secondaires internationales (selon les critères de l'Organisation du baccalauréat international) ainsi qu'un programme en langues offrant davantage d'heures d'apprentissage du français, de l'anglais et de l'espagnol.

## Génies en herbe
Le Collège Saint-Bernard est l'institution scolaire qui a hébergé le plus grand nombre de fois le tournoi provincial de « Génies en herbe » au Québec. Le tournoi s'y est déroulé en 1989, 1990, 1991, 1992, 1993, 1996, 1998, 2004, 2007, 2012 et 2015
| Année   | Sport            | Mention               | Catégorie                                 |
| ------- | ---------------- | --------------------- | ----------------------------------------- |
| 2006-07 | Hockey           | Championnat régionaux | Pee-Wee A (finalistes)                    |
| 1989-90 | Hockey           | Champions             | 2e cycle                                  |
| 1990-91 | Hockey           | Champions             | 2e cycle                                  |
| 1990-91 | Hockey           | Champions             | Toute catégorie                           |
| 1988-89 | Soccer           | Champions             | Juvéniles                                 |
| 1991-92 | Soccer           | Championnes           | Cadettes                                  |
| 1991-92 | Soccer           | Championnes           | Juvéniles                                 |
| 2009    | Soccer intérieur | Éthique sportive      | Benjamins AA                              |
| 2009    | Soccer intérieur | Champions             | Cadets AA (éliminatoires)                 |
| 2009    | Soccer intérieur | Champions             | Cadets AA                                 |
| 2009    | Soccer intérieur | Champions             | Juvéniles AA                              |
| 2009    | Soccer intérieur | Éthique sportive      | Juvéniles AA                              |
| 2008    | Soccer intérieur | Champions             | Benjamins AA                              |
| 2008    | Soccer intérieur | Champions             | Benjamins AA (éliminatoires)              |
| 2008    | Soccer intérieur | Champions             | Juvéniles AA (éliminatoires)              |
| 2006-07 | Soccer intérieur | Champions             | Benjamins (éliminatoires)                 |
| 2006-07 | Soccer intérieur | Champions             | Benjamins (saison régulière, divisions 2) |
| 2005-06 | Soccer intérieur | Champions             | Juvéniles (saison régulière, division 1)  |
| 2004-05 | Soccer intérieur | Champions             | Cadets                                    |
| 2010    | Football         | Champions             | Benjamins (éliminatoires)                 |
| 2010    | Football         | Champions             | Benjamins                                 |
| 2009    | Football         | Champions             | Benjamins                                 |
| 2008    | Football         | Champions             | Cadets A (finale de division)             |
| 2008    | Football         | Champions             | Benjamins                                 |
| 2008    | Football         | Champions             | Juvéniles AA (division 1)                 |
| 2008    | Football         | Champions             | Cadets A (division 1)                     |
| 2006    | Football         | Champions             | Juvéniles AA (éliminatoires, division 2)  |
| 2006    | Football         | Éthique sportive      | Juvéniles AA (division 2)                 |
| 2006    | Football         | Champions             | Juvéniles AA (division 2)                 |
| 2006    | Football         | Champions             | Juvéniles (division 2)                    |
| 2006    | Football         | Champions             | Juvéniles AA                              |
| 2006    | Football         | Éthique sportive      | Juvéniles AA (éliminatoires, division 2)  |

## Anciens étudiants notables
- Patrick Senécal, scénariste, réalisateur et écrivain;
- Patrick Lalime, joueur de hockey de la Ligue nationale de hockey
- Éric Messier, joueur de hockey de la Ligue nationale de hockey
- Yvon Lambert, joueur de hockey de la Ligue nationale de hockey
- Louis Morissette, acteur, scénariste, humoriste
- Les Trois Accords, groupe de musiciens populaire
- Joël Legendre, acteur, metteur en scène, animateur et chanteur

## Pensionnat
Le Collège offre un service de résidence aux jeunes élèves des niveaux primaire et secondaire leur permettant ainsi de demeurer au Collège en dehors des heures de cours et de participer à grands nombres d'activités. Le Collège offre ce service tant pour les garçons que les filles, les résidences étant distinctes.